# Марк Наварро
Марк Наварро Сесильяно (ісп. Marc Navarro Ceciliano, 2 липня 1995 року, Барселона) — іспанський футболіст, захисник клубу «Вотфорд».

## Кар'єра
Юнаком займався в школах «Бадалони» та «Барселони». 2014 року закінчив академію «Еспаньйола» і почав виступи за другу команду клубу в Сегунді Б.
Дебютував у професійному футболі 2 листопада 2014 року в матчі проти «Ельче Ілісітано».
22 грудня 2015 року продовжив контракт з клубом до червня 2017 року.
21 січня 2017 року дебютував у першій команді «Еспаньйола», в першій же грі забив м'яч у ворота «Гранади».
30 січня 2017 року продовжив контракт з клубом до 2021 року.
15 червня 2018 року Наварро перейшов до «Вотфорда», підписавши з англійським клубом контракт на п'ять років.

## Статистика виступів
Станом на матч, що відбувся 13 вересня 2020 року
| Клуб               | Сезон              | Ліга                  | Ліга | Ліга | Кубок | Кубок | Кубок ліги | Кубок ліги | Інші | Інші | Загалом | Загалом |
| Клуб               | Сезон              | Дивізіон              | Ігри | Голи | Ігри  | Голи  | Ігри       | Голи       | Ігри | Голи | Ігри    | Голи    |
| ------------------ | ------------------ | --------------------- | ---- | ---- | ----- | ----- | ---------- | ---------- | ---- | ---- | ------- | ------- |
| «Еспаньйол Б»      | 2014–15            | Сегунда Дивізіон Б    | 13   | 0    | —     | —     | —          | —          | —    | —    | 13      | 0       |
| «Еспаньйол Б»      | 2015–16            | Сегунда Дивізіон Б    | 17   | 4    | —     | —     | —          | —          | —    | —    | 17      | 4       |
| «Еспаньйол Б»      | 2016–17            | Сегунда Дивізіон Б    | 14   | 3    | —     | —     | —          | —          | —    | —    | 14      | 3       |
| «Еспаньйол Б»      | Загалом            | Загалом               | 44   | 7    | —     | —     | —          | —          | —    | —    | 44      | 7       |
| «Еспаньйол»        | 2015–2016          | Ла-Ліга               | 0    | 0    | 0     | 0     | —          | —          | —    | —    | 0       | 0       |
| «Еспаньйол»        | 2016–2017          | Ла-Ліга               | 12   | 2    | 0     | 0     | —          | —          | —    | —    | 12      | 2       |
| «Еспаньйол»        | 2017–2018          | Ла-Ліга               | 19   | 1    | 5     | 0     | —          | —          | —    | —    | 24      | 1       |
| «Еспаньйол»        | Загалом            | Загалом               | 31   | 3    | 5     | 0     | —          | —          | —    | —    | 36      | 3       |
| «Вотфорд»          | 2018–19            | Прем'єр-ліга (Англія) | 2    | 0    | 1     | 0     | 2          | 0          | —    | —    | 5       | 0       |
| «Вотфорд»          | 2019–20            | Прем'єр-ліга          | 0    | 0    | 0     | 0     | 0          | 0          | —    | —    | 0       | 0       |
| «Вотфорд»          | 2020–21            | Чемпіоншип            | 1    | 0    | 0     | 0     | 0          | 0          | —    | —    | 1       | 0       |
| «Вотфорд»          | Загалом            | Загалом               | 3    | 0    | 1     | 0     | 2          | 0          | —    | —    | 6       | 0       |
| «Леганес» (оренда) | 2019–20            | Ла-Ліга               | 4    | 0    | 2     | 0     | —          | —          | —    | —    | 6       | 0       |
| Загалом за кар'єру | Загалом за кар'єру | Загалом за кар'єру    | 82   | 10   | 8     | 0     | 2          | 0          | 0    | 0    | 92      | 10      |